# Siemag-Tecberg-Gruppe
Die Siemag-Tecberg-Gruppe (Eigenschreibweise SIEMAG TECBERG Group GmbH) ist ein international tätiger deutscher Maschinen- und Anlagenbauer mit Sitz in Haiger (Hessen) und als Holding die Muttergesellschaft der Siemag Tecberg GmbH. Die Gesellschaft ist Systemanbieter im fördertechnischen Maschinen- und Anlagenbau im Bereich der Schacht- und Schwerlastfördertechnik sowie der Bergwerks- und Tunnelkühlung und ist Spezialist in der Schachtfördertechnik zur Einlagerung kontaminierter Reststoffe. Die Gruppe gehört mehrheitlich zur Peschke Holding GmbH, die sich im Besitz der Familie von Jürgen Peschke befindet.

## Geschichte

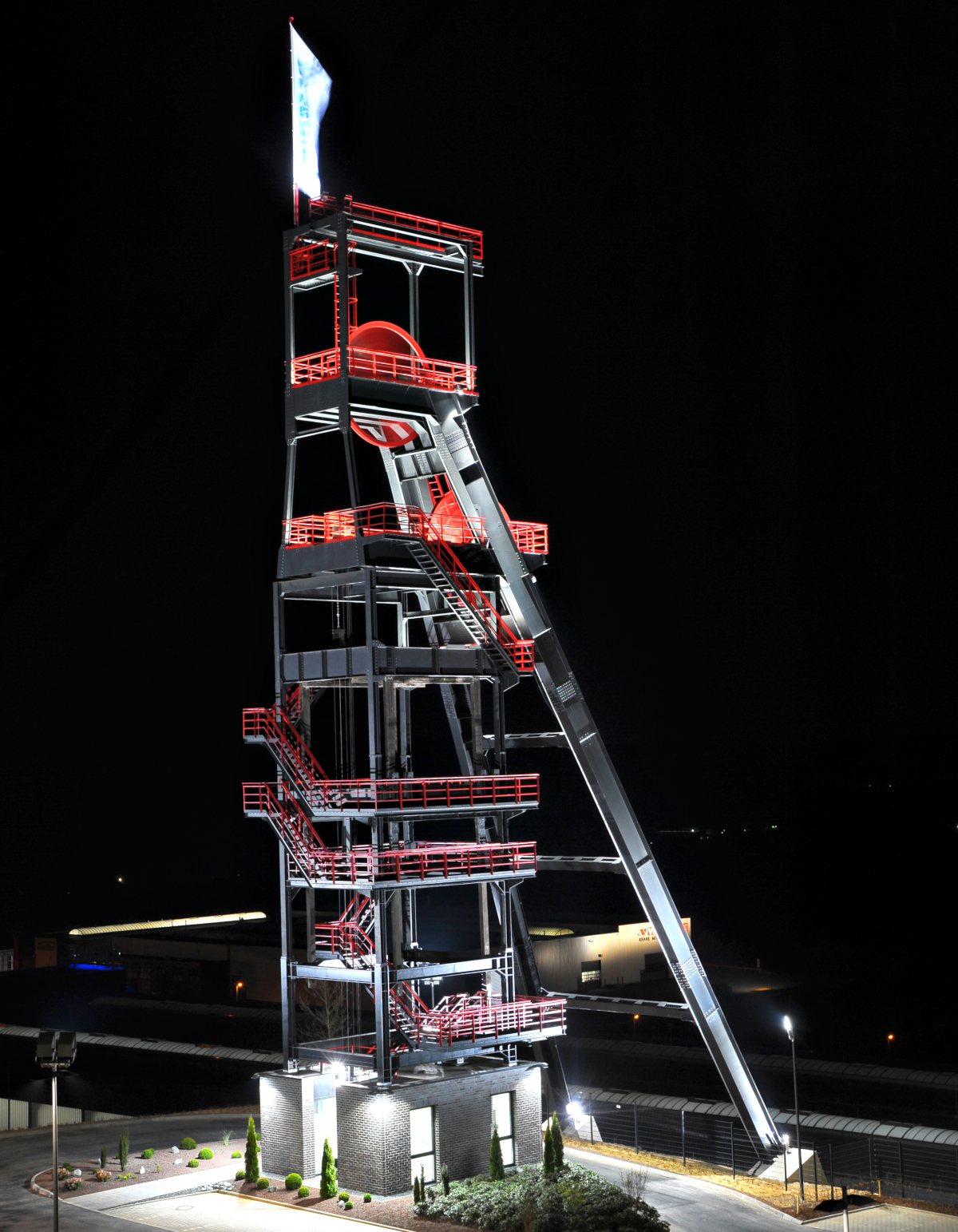
Nachtaufnahme des Förderturms am Standort der Siemag Tecberg in Haiger (Hessen). Der 2010 errichtete Förderturm gilt als Wahrzeichen der Siemag Tecberg. Das Gebäude unterhalb des Förderturms ist das „Cold Oak“-Schulungs- und Trainingszentrum für Kunden der Siemag Tecberg.

### Siemag-Weiss, heute SMS Group
Die technischen Wurzeln der Siemag Tecberg reichen bis in das Jahr 1871 zurück, zu einer Schmiede im Siegerland, die unter anderem Ausrüstungen für den Siegerländer Erzbergbau herstellte, aus der sich im Laufe der Zeit die Siegener Maschinenbau AG – SIEMAG entwickelte. Im Jahr 1955 wurde im Rahmen von Spartenbildungen die Bergbautechnik von der Walzwerkstechnik getrennt und von Hilchenbach-Dahlbruch nach Netphen in die Siegerländer Nachbarschaft verlegt.
Der Grundstein für den Geschäftsbereich Fördertechnik für zunächst die Kundschaft der europäischen Kohle- und Potash-Industrie war gelegt. Ab Mitte der 1990er Jahre erfolgten Zukäufe für die Verstärkung der Schachtfördertechnik, unter anderem von den Mitbewerbern MAN GHH/D, DEMAG/D und NORDBERG/USA.
Im Jahr 2000 wurden Tochtergesellschaften in den USA (Milwaukee) und in Südafrika (Johannesburg) als weitere Maßnahmen zur Internationalisierung des Geschäfts gegründet. 2003 erfolgte die Übernahme von Blanes & Engineers in Südafrika (Johannesburg).

### Siemag Tecberg
Nach einem Management-Buy-out im Jahr 2007 unter Leitung von Jürgen Peschke wurde die SIEMAG-Sparte „Fördertechnik Bergbau“ im Rahmen einer Einzelrechtsnachfolge durch den heutigen Hauptgesellschafter Jürgen Peschke in die von ihm gegründete Siemag Tecberg GmbH ausgegliedert. Zeitnah erfolgte die Gründung einer Tochtergesellschaft in Peking (China) und das Unternehmen forcierte Wachstumsstrategien mit neuen Kompetenzen in der Automatisierungs- und Antriebstechnik.
2009 verlagerte das Unternehmen mit einem Neubau für Engineering und Verwaltung sowie einem Montagewerk (Bauabschnitt I) seinen Sitz in den Technologiepark Kalteiche in Haiger (Hessen).
Im Jahr 2010 wurden weitere Tochtergesellschaften in Katowice (Polen) und in Sydney (Australien) gegründet. 2011 erfolgte die Übernahme des auf Elektrik und Automation von Fördermaschinen spezialisierten Unternehmens WINDER CONTROLS in Johannesburg (Südafrika). In dieses Jahr fiel auch die Eröffnung des Test- und Schulungszentrums Cold Oak am Standort Haiger. Der Bau des Schulungszentrums wurde mit der Errichtung eines historischen Förderturms verbunden, in dessen „Schachthalle“ das Schulungszentrum mit einem Fördermaschinen-Simulator integriert wurde.
Im Jahr 2012 erfolgte die Gründung der Tochtergesellschaft Tianjin Siemag Tecberg in China in Verbindung mit dem Neubau eines Verwaltungsgebäudes und eines Montagewerkes nach dem Schema in Haiger, die noch im selben Jahr eingeweiht und bezogen wurden.
Zur Unterstützung der angelsächsischen Märkte in Nordamerika und Australien wurde 2014 die Winder Controls Europe in Rugby (England) – einem traditionellen britischen Standort für Automatisierungs- und Antriebstechnik – gegründet. Für eine effektive Betreuung der Märkte in der GUS erfolgte 2015 die Gründung der Tochtergesellschaft OOO Siemag Tecberg in Moskau.
Speziell für den Geschäftsbereich Ventilation und Kühlung von Untertagebergwerken wurde 2017 die Tecberg herco in Haiger gegründet. In Australien wurde das Unternehmen TECOM (Newcastle) als Produktlieferant für Schachtsignalanlagen und Datenübertragungssysteme übernommen und bei Winder Controls Australia werden in Sydney-Glendenning neue Räumlichkeiten bezogen.
2018 wurde der Schweizer Handelspartner Metec Systems AG übernommen und der Geschäftsbereich Schachtfördertechnik zur Einlagerung kontaminierter Reststoffe in Sonderbergwerken in die Siemag Tecberg Zweckgesellschaft Evianos GmbH verlagert.
Mit Gründung der Tecberg Hese GmbH mit Filialstandort in Gelsenkirchen erweiterte Siemag Tecberg 2019 sein Produktportfolio um Technologien für die horizontale Förderung von Schüttgütern inkl. Umschlagtechnik für Rohstoffe. In dieses Jahr fällt auch die Anmeldung der Marke Tecberg digital unter der das Unternehmen unter dem Stichwort Smart Mining seine Dienstleistungen und IT-Produkte im Bereich Assetmonitoring und -management bündelt.
Im Frühjahr 2020 wurde am Standort in Haiger der Bauabschnitt II mit zwei neuen Produktmontagen sowie einem Logistikzentrum abgeschlossen, beide jeweils versehen mit einem Schwerlastprüffeld, entsprechender Energieversorgung und einer Krananlagenausstattung für den Versand von Lasten bis 200 t Stückgewicht.
Im März 2020 wurde Siemag Tecberg Solutionpartner von Siemens im Bereich Automation – Large Drives.

## Standorte
Die Siemag Tecberg GmbH hat den Gruppen-Hauptsitz auf der Kalteiche im mittelhessischen Haiger, direkt angebunden an die BAB 45. Der Unternehmensbereich Elektrik und Automation befindet sich in einer Niederlassung in Berlin im Wissenschaftszentrum Adlershof, in der Nähe des neuen Flughafens BER in der Bundeshauptstadt.
- Deutschland: In Deutschland sind ca. 140 Mitarbeiter bei den Tochtergesellschaften der Siemag Tecberg Gruppe an den Standorten in Haiger, Berlin, Düsseldorf und Gelsenkirchen beschäftigt.
- Europa: In Europa sind an den Standorten in Rugby und Scarborough (England), Zürich und Hünenberg (Schweiz), Katowice (Polen) und Moskau, Norilsk und Beresniki (Russland) 30 Mitarbeiter beschäftigt.
- Asien: Am Standort Tianjin (China) sind 50 Mitarbeiter beschäftigt.
- Australien: An den Standorten Glendenning und Newcastle Mayfield East/Sydney sind 30 Mitarbeiter beschäftigt.
- Afrika: In Afrika sind an den Standorten in Bedfordview und Wadeville/Johannesburg (Südafrika) 110 Mitarbeiter beschäftigt.
- Nordamerika: In Nordamerika sind an den Standorten in Milwaukee und Denver (USA) und in Burlington (Kanada) 20 Mitarbeiter beschäftigt.

## Marktsegmente

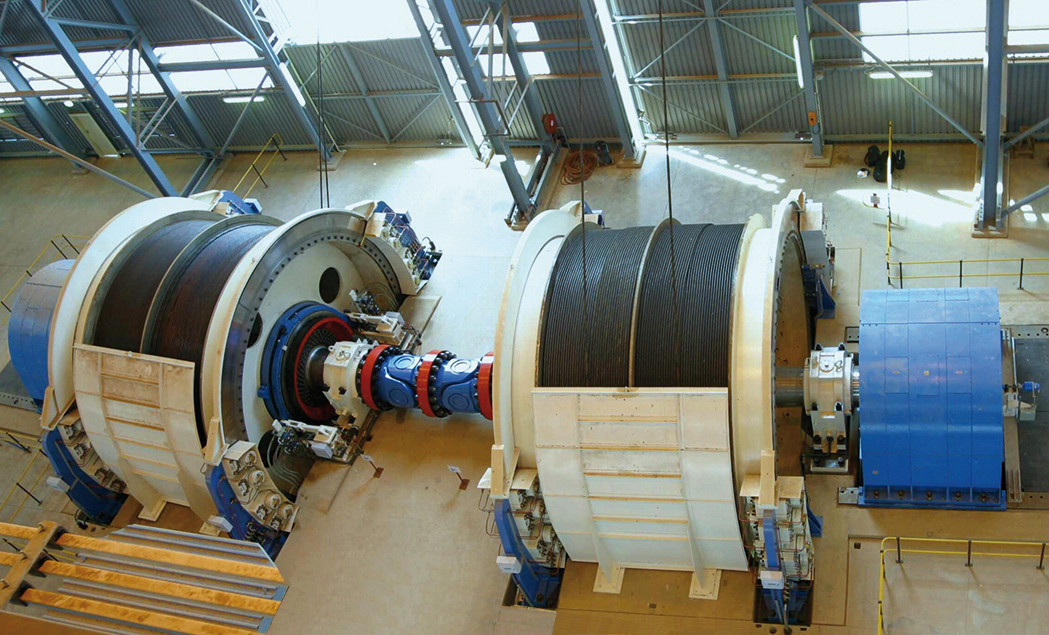
Aufnahme einer Siemag Tecberg Doppeltrommel-Blair-Fördermaschine im Bergwerk South Deep in Südafrika (Goldfields South Deep Vent Shaft).

- Kali und Salze: in der Anwendung als Düngemittel zur Produktion von Agrarrohstoffen mit dem Treiber Bevölkerungswachstum und Mineralsalze mit Anwendungen in der Elektrolyse, Lebensmittelindustrie sowie als Auftausalze
- Energierohstoffe: in der Anwendung als Primärenergieträger zur Erzeugung von Elektrizität sowie daraus resultierend bei der Entsorgung in untertägigen Deponien
- Industriemetallerze: mit Eisenerz als Grundrohstoff für die Stahlerzeugung mit dem Treiber des allgemeinen Wirtschaftswachstums, Kupfererz für Anwendungen im Bauwesen und der Elektroindustrie mit den Treibern Elektromobilität und Digitalisierung sowie Nickelerz unter anderem zur Herstellung von Edelstahlsorten
- Edelmetallerze und Mineralien: zum Beispiel Gold- und Platinerz mit den Treibern Konsum- und Luxusgüter sowie der Medizintechnik
- Bauprojekte Infrastruktur: Arbeitsgemeinschaften „Construction Projects Infrastructure“ für die Anwendung „Heben und Senken schwerer Lasten“ mit dem Haupttreiber Mobilität, z. B. Großtunnelbau, Schiffshebewerk[3] etc.

## Anwendungsbereiche
Die Siemag Tecberg Gruppe realisiert nach eigenen Angaben wissensbasierte Dienstleistungen zur Lieferung individueller Maschinen und Anlagen für insgesamt sechs industrielle Anwendungen:
Schachtfördertechnik für Bergwerke zur Rohstoffförderung
- Der Bedarf an Bodenschätzen wird durch das Erschließen immer tieferer Rohstoffbergwerke befriedigt. Dies erfordert effiziente Schacht- und Schrägförderanlagen in herausfordernden technischen Dimensionen. Siemag Tecberg bietet technische Lösungen für die Rohstoffförderung in Produktionsschächten und zum Transport von Personal und Ausrüstungen in Serviceschächten.

Technologien für die horizontale Förderung von Schüttgütern inkl. Umschlagstechnik für Rohstoffe (Tecberg Hese)
- Im Bereich der horizontalen Fördertechnik für Bergwerke und Tagebaue, die Kraftwerks- und die Stahl- und Eisenhüttenindustrie, sowie für die Steine- und Erdenindustrie bietet Tecberg Hese Technologien für die Förderung von Schüttgütern aller Art.

Schachtfördertechnik zur Einlagerung kontaminierter Reststoffe
- Beim Einlagerungsprozess radioaktiver Abfälle in ehemalige Bergwerke und passende Kavernen ist die Sicherheit von besonderer Bedeutung. Zudem erfordern Einlagerungsfälle mit kontaminiertem Abfall die Auslegung der Anlagentechnik nach relevanten kerntechnischen Regelwerken (z. B. KTA-Richtlinien). Siemag Tecberg hat dafür eine Technologie sowie passende Produkte entwickelt.

Anlagentechnik zum Fördern und Transportieren von schweren Lasten
- Im Stollen- oder Großtunnelbau mit entsprechender Gebirgsüberdeckung kann durch Zwischenangriffe über einen oder mehrere Schächte die Projektlaufzeit des Vortriebs und Ausbaus  verkürzt werden. Die Schachtförderanlagen der Siemag Tecberg Gruppe übernehmen die Förderung des Ausbruchmaterials sowie die Versorgung der untertägigen Großbaustelle mit Material und Personal.

Ventilation und Kühlung von Untertagebergwerken
- Das Vordringen in größere Teufen und die zunehmende Abwärme, resultierend aus der fortschreitenden Mechanisierung von Hochleistungsbergwerken, stellen höhere Anforderungen an die wettertechnischen Einrichtungen unter Tage. Tecberg herco unterstützt Bergwerksbetreiber mit Systemlösungen zur Ventilation und Kühlung auf Basis eigener Produkte wie dem Drucktauscher P.E.S. und Hochdruck- / Niederdruck-Wärmetauschern sowie Streckenkühlern, als auch mit Großventilatoren von Partnerfirmen.

Technologien für das effiziente Anwenden von Energien in der Fördertechnik, Ventilation und Kühlung
- Stand der Technik sind sichere, umweltverträgliche und kosteneffiziente Energieversorgungslösungen für den Antriebsstrang und die damit verbundene Systemintegration der Automatisierungs- und Antriebstechnik. Sie umfasst die Mitlieferung von Transformatoren, Energie-Einspeisungen, Nieder- und Mittelspannungsanlagen.

## Mitgliedschaften/Partnerschaften
- Siemag Tecberg ist Mitglied des VDMA und dort in Ausschüssen vertreten.
- Mitgliedschaft AHK Moskau
- Siemag Tecberg ist Siemens-Solution-Partner